# Rodný dům Mistra Jana Husa
Rodný dům Mistra Jana Husa je měšťanský dům č. p. 36 v Husinci v jižních Čechách, ve kterém se podle tradic měl narodit kněz a kazatel Jan Hus. Místo narození Jana Husa však není jistě známo, kromě tohoto Husince se někdy uvádí též Husinec u Prahy.
V jádře gotický dům je dnes patrně renesanční stavbou, postavenou asi kolem roku 1616 a později přestavovanou v důsledku požárů. Spolu se sousedním domem čp. 37 je dům od roku 1963 chráněn jako kulturní památka a od roku 1978 jako národní kulturní památka.

## Historie domu
Dům je poprvé písemně zmiňován v roce 1633 v dopise krumlovského arciděkana Řehoře z Klebatu pražskému arcibiskupovi Arnoštovi z Harrachu, ke pisatel píše, že obyvatelé Husince ukazují Husův rodný domek, z něhož si odřezávají třísky proti bolesti zubů. Také v 18. století je zmiňováno, že dům je navštěvován a podle tradice ukazován jako Husovo rodiště.
V roce 1634 je v městské knize jako první známý majitel domu zmiňován Zikmund Nána, v Berní rule je uváděn jako krejčí a jeho dům postižený požárem z roku 1654. Dům dále vlastnili jeho příbuzní, v roce 1691 znovu vyhořel. V roce 1740 ho koupil pekař Josef Jileček. Jeho syn Vojtěch v domě mj. pálil kořalku, což mimo jiné znechutilo básníka Františka Turinského, který dům v roce 1825 navštívil a o své návštěvě napsal báseň.
V roce 1831 dům převzal Vojtěchův syn Ondřej, který v něm provozoval mydlářskou živnost a zřídil zde i malý krámek. V roce 1859 dům opět vyhořel, jeho majitel Ondřej Jileček požádal o podporu Muzeum Království českého, aby upravil světnici, ve které se Hus podle tradice narodil, muzeum však odpovědělo, že na to nemá prostředky.
Po smrti Ondřeje Jilečka v roce 1880 dům zdědil jeho syn Augustin. O koupi domu usiloval místní katolický kněz Adolf Rodler, který ho chtěl zbořit a na jeho místě postavit katolický sirotčinec.

## Historie památníku

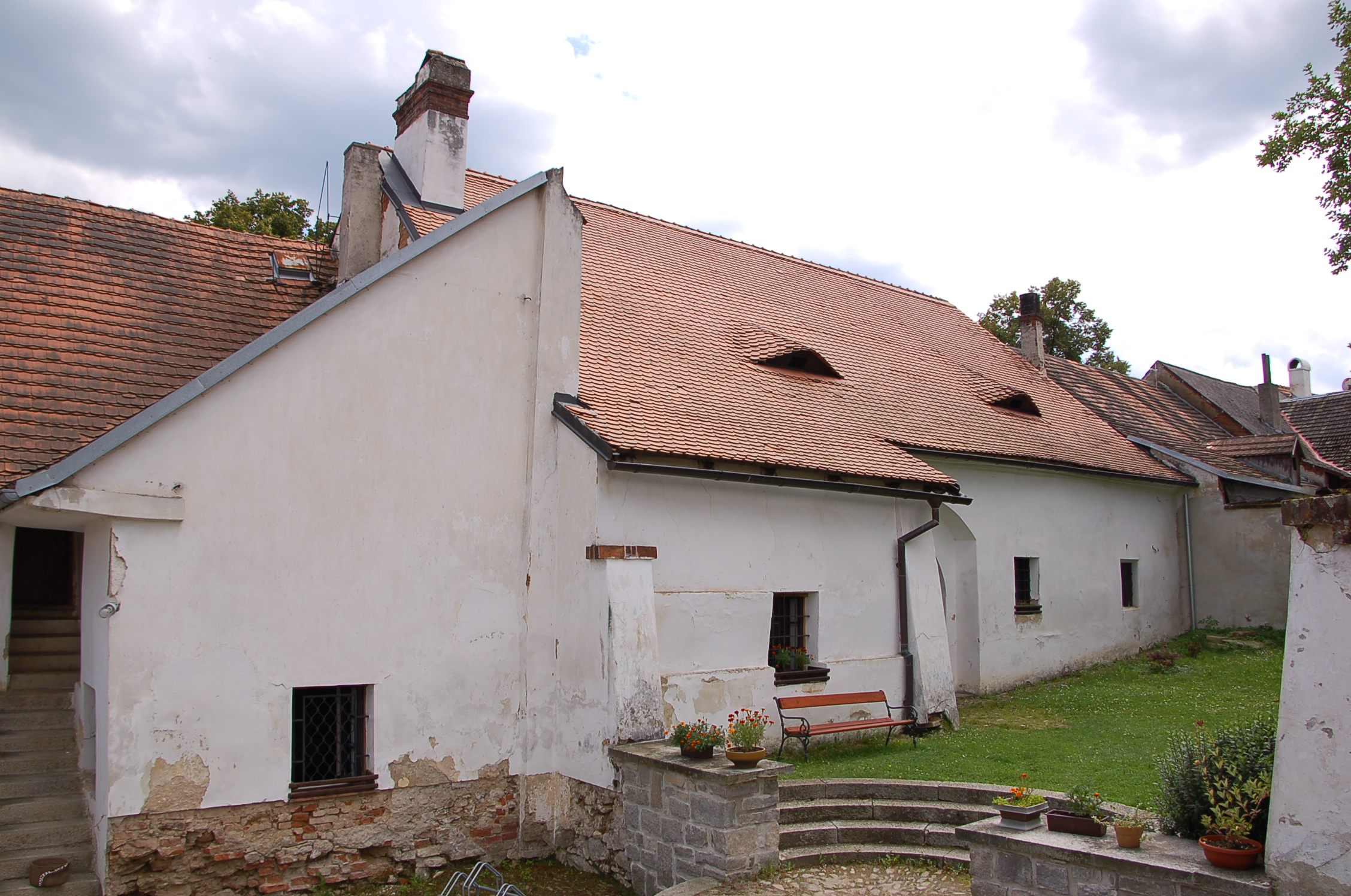
Dvůr za domem

V roce 1869, při oslavách 500. výročí narození Mistra Jana Husa, byl na průčelí domu nad vchodem odhalen Husův reliéf sochaře Bohuslava Schnircha. Při této příležitosti jednal Karel Sladkovský o odkupu domu od jeho majitele Ondřeje Jilečka, k dohodě však nedošlo.
Dům často navštěvovali literáti, mj. v roce 1871 Jan Neruda, v roce 1877 Alois Jirásek nebo v roce 1880 Jaroslav Vrchlický, a své zážitky literárně zvěčňovali. Plzeňský učitel Tomáš Cimrhanzl si od roku 1873 pronajímal údajnou Husovu rodnou světnici.
V roce 1883 vykoupil z výnosu sbírky spolek Svatobor přední část domku a postoupil ji Tělocvičné jednotě Sokol v Praze. Roku 1911 byly před domem vysazeny dvě lípy. V roce 1916 Sokol dům daroval městu Husinec, v roce 1922 však domek znovu převzal do vlastnictví z důvodu sporu o jeho využití. Sokol v roce 1928 odkoupil i sousední dům čp. 37 s úmyslem zřízení Husova muzea, muzeum však zřízeno nebylo.

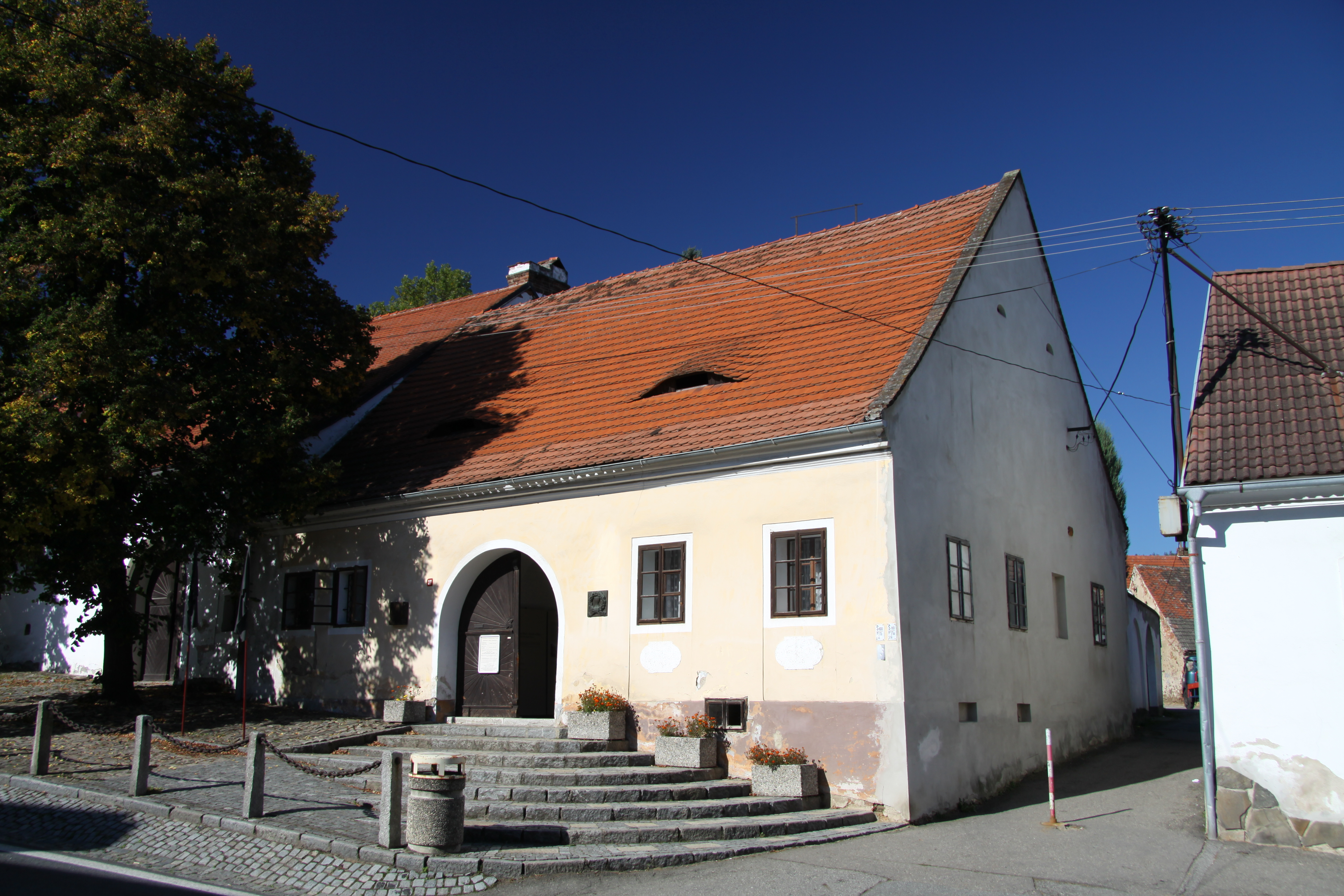
dům čp. 37

Po skončení druhé světové války byla budova zestátněna. V roce 1952 byl v domě otevřen Památník Mistra Jana Husa, v roce 1965 pak byla zřízena muzejní expozice. V roce 1991 obecní úřad zbavil expozici ideologických pokřivení a rozšířil ji o pamětní síň, galerii akademického malíře, husineckého rodáka Josefa Krejzy (1896 - 1941). V roce 2010 budovy získala do své správy na základě padesátiletého pronájmu Církev československá husitská.

## Centrum Mistra Jana Husa a expozice

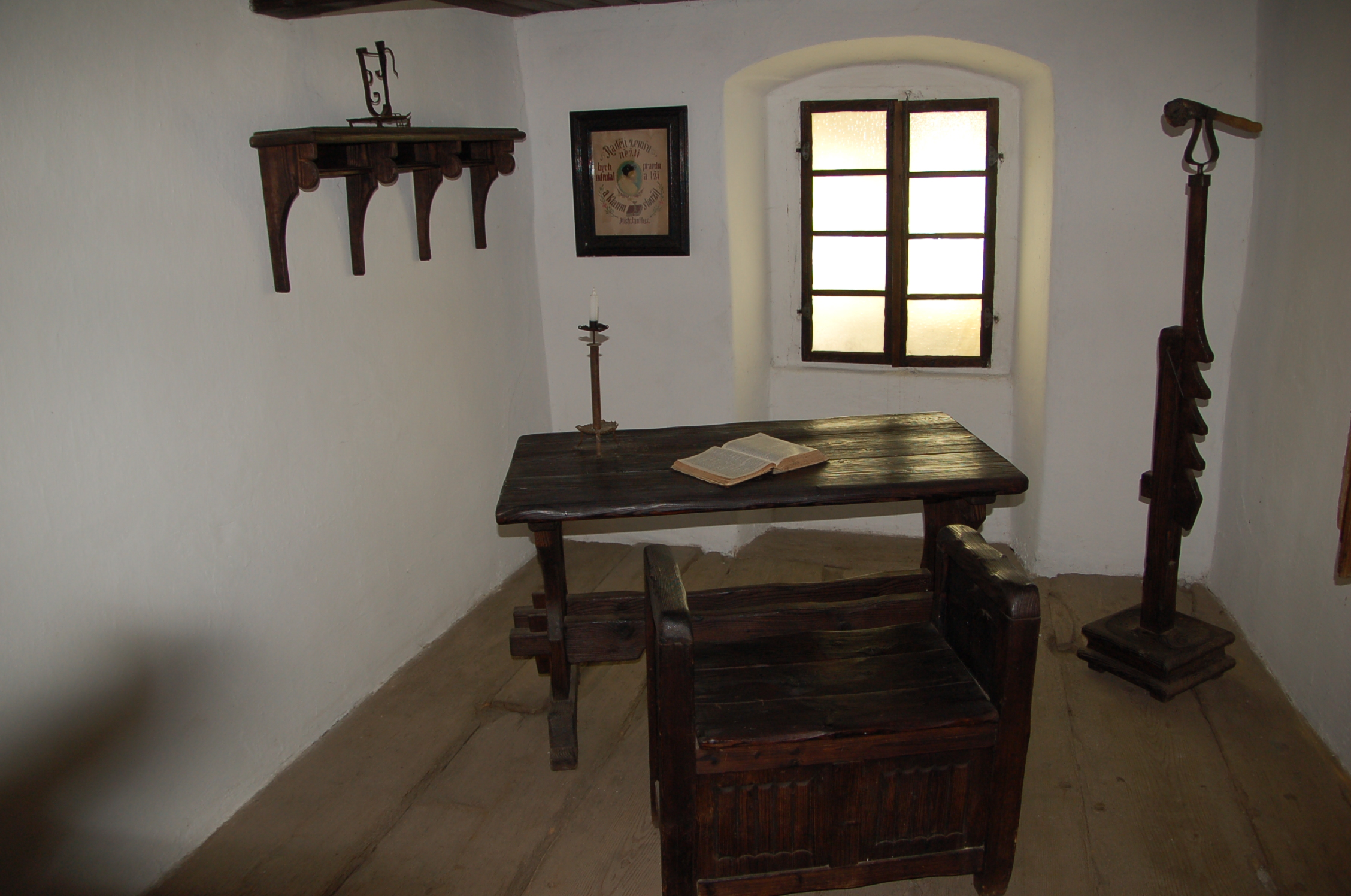
Interiér domku

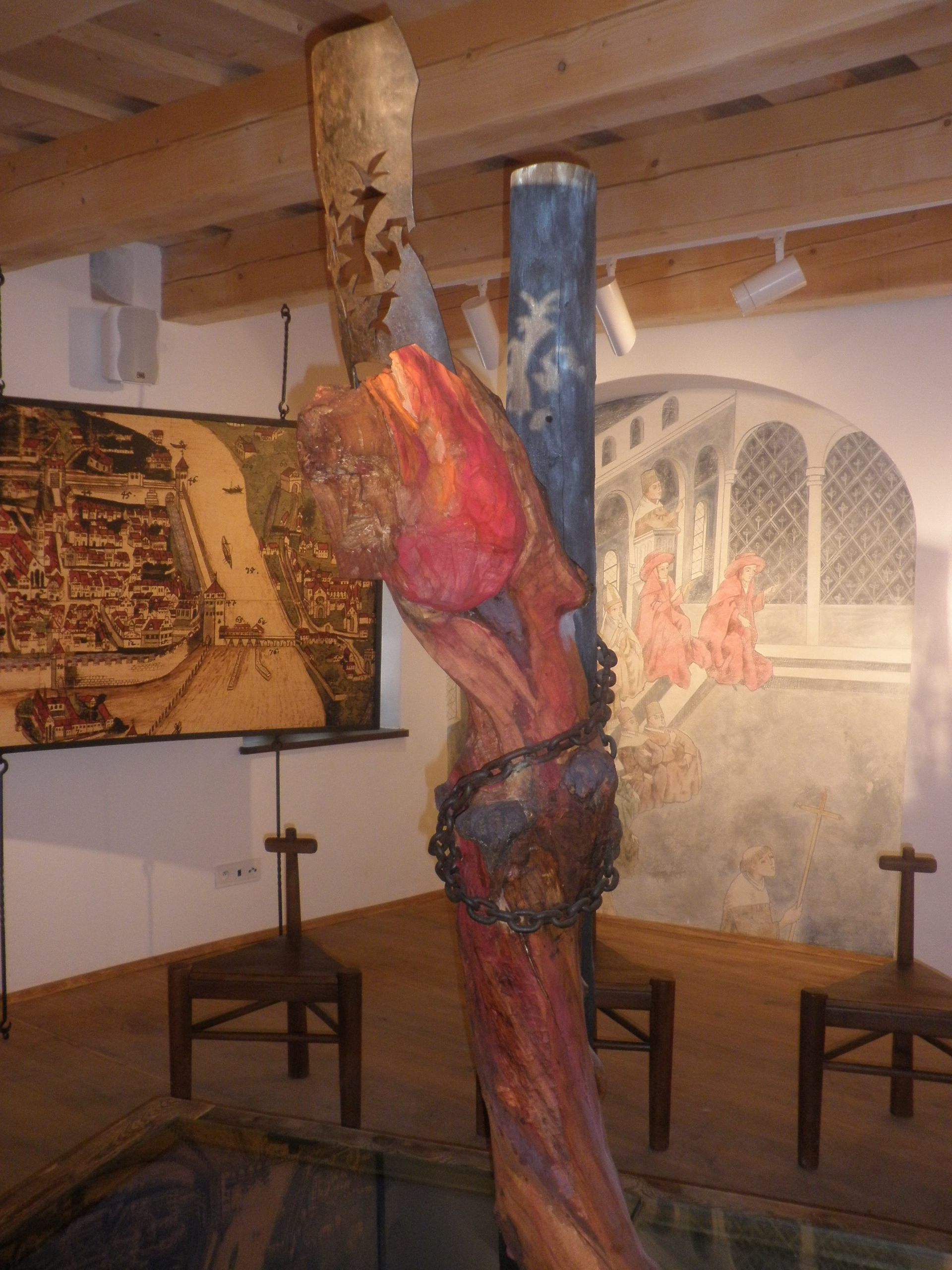
z expozice (2015)

Církev československá husitská v letech 2014–2015 provedla celkovou rekonstrukci areálu a z původního Památníku Mistra Jana Husa tak vzniklo Centrum Mistra Jana Husa, které zahrnuje dva stávající měšťanské domy (čp. 36 a 37) a nově navrženou provozní budovu a slouží zejména pro kulturně vzdělávací účely (expozice, výstavy, koncerty, kurzy, workshopy atd.). Bylo také upraveno zahradní prostranství. Kromě Husovy světničky zde najdeme i Husovu modlitebnu a pietní koutek. K otevření zrekonstruovaného památníku došlo 30. května 2015, kdy husitská patriarcha Tomáš Butta prohlásil: „Naše církev se od počátku k osobnosti a dědictví Mistra Jana Husa hlásila a vybudovala zejména v době první republiky desítky kostelů označených Husovým jménem jako „Husův sbor“ ve městech a obcích, a připomínala také jeho živou památku v každé době, ať byl Hus středem společenského zájmu nebo na okraji. Tento náš ideově motivovaný vztah k Husovi byl důvodem, proč jsme se do tak náročného úkolu pustili.“